# Eleccions legislatives noruegues de 1897
Les Eleccions legislatives noruegues de 1897 es van celebrar a Noruega el 1897. El resultat va ser la victòria del Partit Liberal, que va guanyar 79 dels 114 escons de l'Storting.

## Resultats
|                      |                        |         |        |          |     |
| Partit               | Partit                 | Vots    | %      | Escons   | +/- |
|                      | Partit Liberal         | 87.548  | 52,68  | 79 / 114 | 20  |
|                      | Partit Conservador     | 77.682  | 46,75  | 25 / 114 | 15  |
|                      | Partit Liberal Moderat | 77.682  | 46,75  | 10 / 114 | 5   |
|                      | Partit Laborista       | 947     | 0,57   | 0 / 114  | =   |
| Total                | Total                  | 166.177 | 100.00 | 114      |     |
| Vots vàlids          | Vots vàlids            | 166.177 |        |          |     |
| Vots en blanc / nuls | Vots en blanc / nuls   | 1.030   |        |          |     |
| Total de vots        | Total de vots          | 167.207 | 100.00 |          |     |
| Electors inscrits    | Electors inscrits      | 195.956 | 85,33  |          |     |